# Goodnight Lovers
«Goodnight Lovers» (en español, Buenas noches amantes) es el trigésimo noveno sencillo del grupo inglés de música electrónica Depeche Mode, el cuarto y último desprendido de su álbum Exciter del 2001, publicado en 2002 aunque solo en Europa.
Goodnight Lovers es una canción compuesta por Martin Gore y como lados B aparecieron únicamente remezclas y una versión acústica de otros temas de Exciter. Se publicó solo en CD aunque en algunos otros países europeos también en vinilo de 12 pulgadas.
La elección de Goodnight Lovers como sencillo resultó sorpresiva, su inclusión en el disco ya de por sí era rara pues no solo suena a canción de cuna sino que el mismo Andrew Fletcher de Depeche Mode declaró que era una auténtica canción de cuna, mientras todos esperaban un tema más agresivo del álbum para el cierre de su promoción.
Sus lados B son una versión acústica de "When the Body Speaks", una remezcla del tema "The Dead of Night" así como de la propia "Goodnight Lovers".
En el Reino Unido solo apareció en CD, aunque en otros países europeos fue publicado en formado de 12", y sus contenidos son todos iguales. No se publicó en los Estados Unidos.

## Descripción
Es uno de los temas más emocionales en toda la carrera de DM. Mientras el público y las estaciones de radio esperaban algún tema de tipo alternativo para concluir la promoción del álbum Exciter como The Dead of Night o The Sweetest Condition, se eligió ésta por completo atípica pieza como cuarto sencillo promocional, y además el primero después de catorce años destinado otra vez solo a Europa.
La letra, sumamente sentida y acongojada, habla del amor verdadero en donde se compromete una parte de la humanidad, una parte del corazón, al mismo tiempo que es una declaración de amor a quien no corresponda a esa pasión, y al llegar a su sencillo coro sentencia “Cuando naces amante, Naces para sufrir”, contrastado con un llamado literal de hermandad “Como hermanas del alma, y hermanos del alma”.
La musicalización es totalmente minimalista, siendo de hecho el segundo disco sencillo de DM en una forma tan suave apenas junto con el pretérito tema Little 15, basada principalmente en un efecto sintético sostenido medio tiempo, acompañamiento coral de Martin Gore y también de Andrew Fletcher para darle esa extraña cualidad emotiva, y una base electrónica media baja que se mantiene en casi toda su duración, salvo en la entrada y el cierre.

## Formatos

### En CD
| Mute CDBong33 Goodnight Lovers |                                            |          |  |
| N.º                            | Título                                     | Duración |  |
| 1.                             | «Goodnight Lovers»                         | 3:50     |  |
| 2.                             | «When the Body Speaks» (versión acústica)  | 6:02     |  |
| 3.                             | «The Dead of Night» (Electronicat Rio Mix) | 7:38     |  |
| 4.                             | «Goodnight Lovers» (Isan Falling Leaf Mix) | 5:53     |  |

| Mute RCDBong33 Goodnight Lovers |                    |          |  |
| N.º                             | Título             | Duración |  |
| 1.                              | «Goodnight Lovers» | 3:52     |  |

### En disco de vinilo
12 pulgadas Mute 12Bong33  Goodnight Lovers
| Lado A |                                           |          |  |
| N.º    | Título                                    | Duración |  |
| 1.     | «Goodnight Lovers»                        | 3:48     |  |
| 2.     | «When the Body Speaks» (versión acústica) | 6:00     |  |

| Lado B |                                            |          |  |
| N.º    | Título                                     | Duración |  |
| 1.     | «The Dead of Night» (Electronicat Remix)   | 7:38     |  |
| 2.     | «Goodnight Lovers» (Isan Falling Leaf Mix) | 5:53     |  |

## Vídeo promocional
«Goodnight Lovers» fue dirigido por John Hillcoat, quien realizó también los videos de "Freelove" y de "I Feel Loved'"del mismo álbum. El video se realizó en Alemania poco después de concluir la gira Exciter Tour en Mannheim. En él se muestra a los tres integrantes de Depeche Mode en una habitación oscura cantando junto con las coristas Jordan Bailey y Georgia Lewis quienes también los acompañaron durante la gira, al tiempo que por detrás se proyectan ampliaciones en cámara lenta de sus rostros en una metáfora simplista de mostrar a través de ellos sus sentimientos.
Pese a su simpleza, el vídeo mantiene la esencia del tema emocional y minimalista sin mostrar un gran despliegue escénico, y en lugar de ello está basado en la expresividad de los protagonistas, DM y sus coristas.
"Goddnight Lovers" se incluye en Video Singles Collection de 2016, la cual es su primera y única aparición hasta ahora en un lanzamiento oficial de DM.

## En directo
El tema se interpretó durante la gira Touring the Angel, aunque solo en la primera etapa, para Europa, como cierre de conciertos en un modo sumamente minimalista, después de todo requiere tan solo de una suave base de sintetizador. Era casi una pieza acústica, y se interpretaba a dueto entre David Gahan y Martin Gore, pues el acompañamiento vocal es la “segunda musicalización”. Lo curioso fue que sentó precedente para que en la siguiente gira el grupo concluyera los conciertos de la primera etapa también con una versión minimalista del tema Waiting for the Night.

## Lista de posiciones
| Listas (2002)                | Posiciones |
| ---------------------------- | ---------- |
| Lista de sencillos danesa    | 7          |
| Lista de sencillos francesa  | 64         |
| Lista de sencillos alemana   | 15         |
| Lista de sencilloos italiana | 16         |
| Lista de sencillos sueca     | 33         |
| Lista de sencillos suiza     | 69         |